# فاليريان سوكولوف
فاليريان سوكولوف (مواليد 30 أغسطس 1946) هو ملاكم من الاتحاد السوفيتي، مثّل بلاده في الألعاب الأولمبية الصيفية 1968 وحقق الميدالية الذهبية في فئة وزن البانتام.

## روابط خارجية
فاليريان سوكولوف على موقع أوليمبيديا (الإنجليزية)